# Sucesos de Arnedo

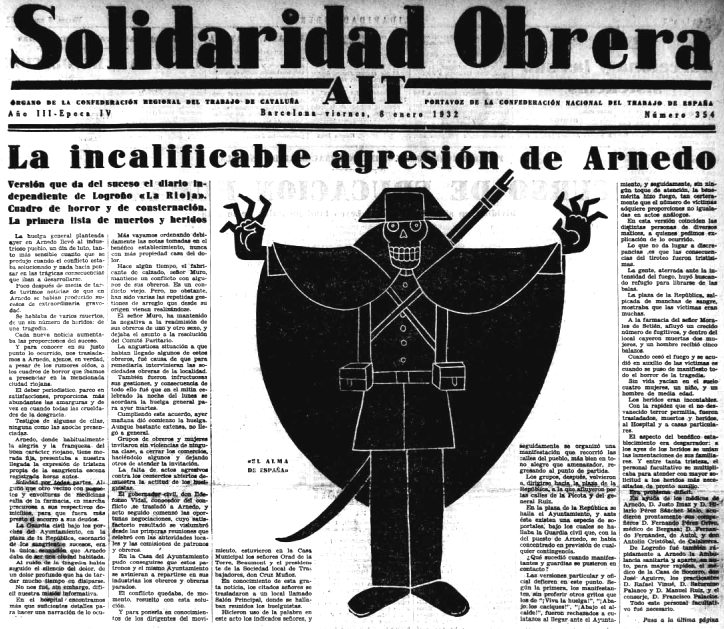
Un agente de la Guardia Civil caracterizado como La Muerte, en una caricatura del periódico anarquista Solidaridad Obrera en respuesta a la actuación de este cuerpo policial durante los sucesos (8 de enero de 1932).

Se conoce como Sucesos de Arnedo a los acontecimientos que se produjeron en la población de Arnedo (La Rioja) el martes 5 de enero de 1932, en los que murieron once personas por disparos de la Guardia Civil y treinta resultaron heridas. Un mes antes se había aprobado la Constitución de 1931, se había nombrado a Niceto Alcalá Zamora presidente de la Segunda República Española y el día 15 de diciembre Manuel Azaña había formado su segundo gobierno de coalición republicano-socialista. Los "sucesos de Arnedo" cierran una "semana trágica" en el bienio reformista de la Segunda República Española que se iniciaron con los Sucesos de Castilblanco.

## Los hechos
Sólo seis días después de que se produjeran los trágicos sucesos de Castilblanco del 31 de diciembre de 1931, en los que fueron linchados salvajemente cuatro guardias civiles por una muchedumbre de jornaleros en paro, en la localidad riojana de Arnedo tuvo lugar un nuevo enfrentamiento entre la población y la Guardia Civil. En la localidad existía una empresa de calzado de la familia Muro que había despedido a varios obreros. Como tras largas conversaciones, con intervención del Gobernador civil, no fueron readmitidos, los trabajadores iniciaron una huelga el martes 5 de enero y el comité de huelga de UGT invitó “a todos los ciudadanos conscientes” a unirse a los obreros “atropellados... para pedir el pan nuestro y el de nuestros hijos, que esos patronos sin entrañas quiere arrebatarnos”. Ese mismo día se reunieron en el Ayuntamiento el Gobernador civil, el alcalde, varios concejales, el jefe de la Comandancia de la Guardia Civil y algunos patronos que acordaron readmitir a los despedidos.

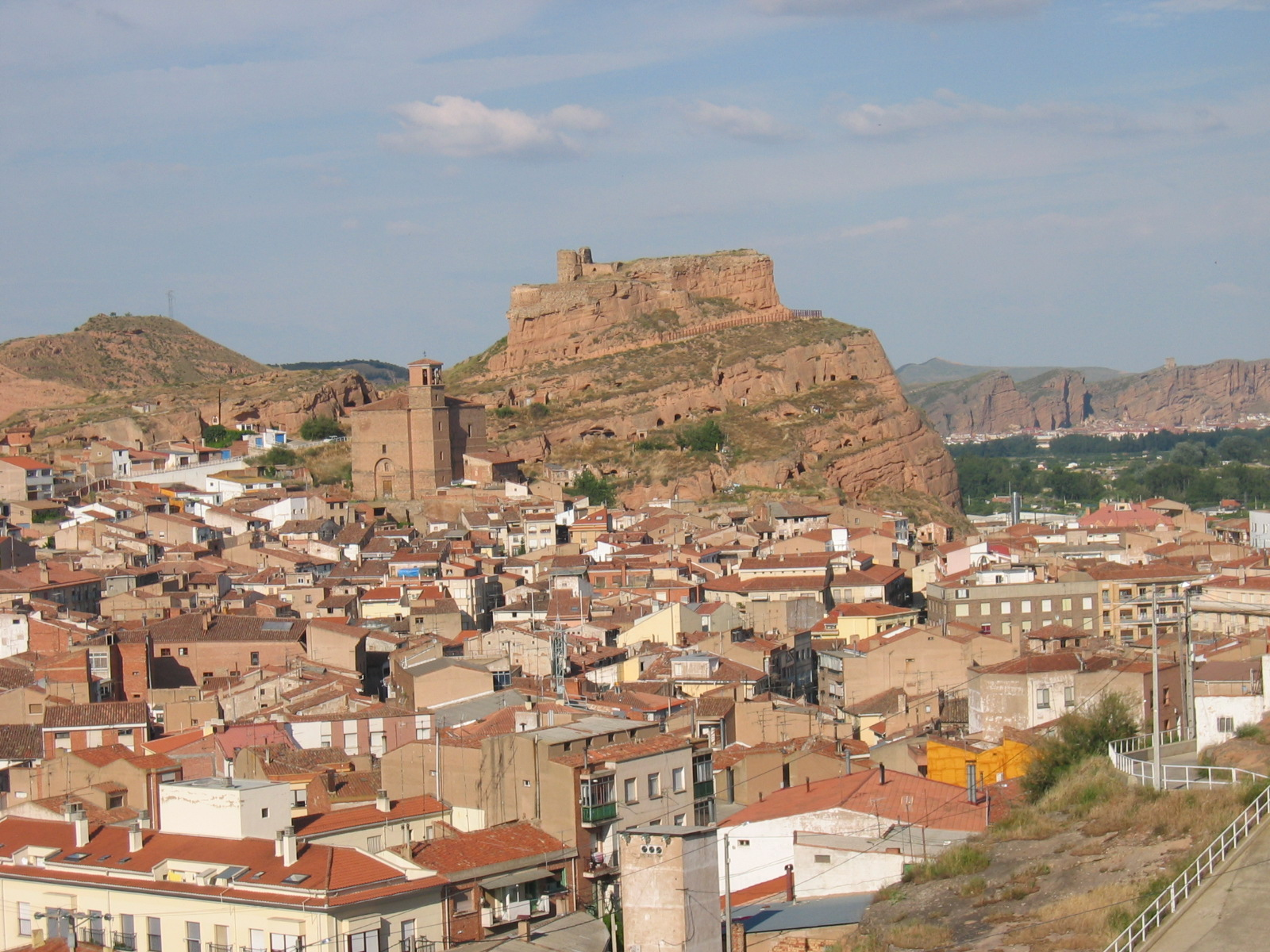
Vista general de Arnedo.

En la plaza de la República (antes llamada plaza de Nuestra Señora de Vico) se congregó una muchedumbre de trabajadores en huelga con sus familias y otros vecinos que acompañaban a los delegados sindicales que iban a reunirse en el ayuntamiento con los patronos para firmar el acuerdo y, al ver a la Guardia Civil, al parecer, prorrumpieron en gritos hostiles contra ellos llamándolos “lacayos del capitalismo” y pidiendo la disolución del cuerpo. Entonces sonó un disparo, y tras caer herido un cabo de la Guardia Civil, la fuerza armada lanzó una descarga. La respuesta de los veinticinco guardias civiles que se encontraban en la plaza al mando de un teniente fue disparar contra la multitud sin mediar ningún tipo de advertencia. Según algunas versiones, todo comenzó por el forcejeo de un obrero para defender a su hija, una chica de 15 años que había sido golpeada por un guardia. Un guardia cae al suelo y abren fuego contra todos los congregados, realizando al menos tres descargas.  
Los disparos no cesaron hasta que el Comandante de la Guardia Civil que se encontraba en el Ayuntamiento bajó a la calle y ordenó al teniente que dejaran de disparar. El resultado fue seis varones y cinco mujeres muertos (entre ellos una madre y su hijo de cuatro años, y una mujer de setenta años); once mujeres y diecinueve varones heridos (entre ellos un niño de cinco años a quien tuvieron que amputar una pierna y varios ancianos), de los cuales cinco quedaron inútiles para el trabajo; y un civil herido leve de bala.

Guardias civiles entrando en un pueblo, en una obra de Eduardo de Soria Santacruz (1899).

El diario Ahora de Madrid sacó en su portada del 7 de enero la fotografía del bebé de pocos meses alcanzado por una bala y envió a Arnedo a varios periodistas, entre los que se encontraba Manuel Chaves Nogales, a cubrir la noticia. En los días siguientes el periódico publicó un extenso reportaje fotográfico que incluía imágenes del hospital, que mostraban a un niño al que tuvieron que amputarle una pierna, y del depósito, con fotos de la madre muerta y la de su hijo pequeño. El impacto en la opinión pública fue enorme. Las simpatías por la Guardia Civil suscitadas por los sucesos de Castilblanco desaparecieron.

## Las consecuencias
La opinión pública reaccionó indignada y la simpatía que había mostrado hacia la Guardia Civil tras los sucesos de Castilblanco se tornó  en hostilidad, porque no era la primera vez que la guardia civil disparaba a quemarropa. En las Cortes, los diputados de la oposición pidieron el cese inmediato del director general de la Guardia Civil, el general Sanjurjo. Pero un mes después el gobierno cedió a la presión y lo sustituyó por el general Cabanellas, pasando Sanjurjo a dirigir el Cuerpo de Carabineros, lo que Sanjurjo interpretó como una desautorización y una degradación por parte del gobierno (cinco meses después encabezaría el primer intento de golpe de Estado para derribar a la República).
En la conversación que mantuvo Sanjurjo con el presidente del Gobierno, Manuel Azaña, en la que éste le comunicó su destitución como director de la Guardia Civil, Sanjurjo no habló de las atrocidades cometidas por sus subordinados en Arnedo, sino que echó la culpa a los “ayuntamientos socialistas”, donde se había metido “lo peor de cada casa”, gente “indeseable” que “fomenta el desorden, amedrenta a los propietarios, causa daños en las propiedades y ha de chocar necesariamente con la Guardia civil”. Los socialistas, le dijo Sanjurjo a Azaña, no deberían estar en el gobierno, “porque su presencia alienta a los que favorecen los desmanes”.
El tribunal militar que el 30 de enero de 1934 juzgó en Burgos al teniente de la Guardia Civil que dio la orden de disparar en Arnedo lo absolvió “del delito de homicidio y lesiones por imprudencia temeraria por falta bastante de prueba para apreciar lo hubiera cometido, existiendo la misma circunstancia respecto a cargos sobre la fuerza de la Guardia Civil a sus órdenes”.
Según la Guardia Civil y los patronos que declararon, en Arnedo se habían celebrado diversos actos públicos en los que habían intervenido oradores del PSOE, entre ellos el señor José Orad de La Torre, quien, en su opinión, había azuzado especialmente a los manifestantes para que no se detuvieran hasta alcanzar un acuerdo. 
El informe del forense afirmaba que un cabo de la guardia sufría una herida en un tobillo, de delante atrás, producida por un proyectil de arma corta del calibre 9. No apareció el proyectil ni el casquillo en la investigación.